# آتسومی، آیچی
آتسومی، آیچی (به لاتین: Atsumi) یک منطقهٔ مسکونی در ژاپن است که در ناحیه چوبو واقع شده‌است. آتسومی ۲۲٬۴۷۲ نفر جمعیت دارد.